# Liste des cavités naturelles les plus longues des Alpes-de-Haute-Provence
La liste des cavités naturelles les plus longues des Alpes-de-Haute-Provence recense, sous forme de tableau(x), les cavités souterraines naturelles connues dans ce département français, dont le développement est supérieur ou égal à cent mètres.
La communauté spéléologique considère qu'une cavité souterraine naturelle n'existe vraiment qu'à partir du moment où elle est « inventée » c'est-à-dire découverte (ou redécouverte), inventoriée, topographiée et publiée. Bien sûr, la réalité physique d'une cavité naturelle est la plupart du temps bien antérieure à sa découverte par l'homme ; cependant tant qu'elle n'est pas explorée, mesurée et révélée, la cavité naturelle n'appartient pas au domaine de la connaissance partagée.
La liste spéléométrique des 51 plus longues cavités naturelles des Alpes-de-Haute-Provence (≥ cent mètres) est actualisée à décembre 2022.
La plus longue cavité souterraine naturelle répertoriée dans le département des Alpes-de-Haute-Provence est « la grotte des Chamois », sur les communes de Castellet-lès-Sausses et Méailles (cf. ligne 1 du tableau ci-dessous).

## Répartition géographique
| \| Digne Barcelonnette Castellane Forcalquier \| Répartition géographique des cavités naturelles des Alpes-de-Haute-Provence. |
| Digne Barcelonnette Castellane Forcalquier                                                                                    |

## Histogramme à 4 classes
| \| Histogramme de la répartition des plus longues cavités naturelles des Alpes-de-Haute-Provence (France) par classe de développement -- Les 51 cavités citées fin 2022 sont réparties en 4 classes de développement -- \| \| \| \| \| \| \| \| \| \| \| \| \| \| \| classe I >= 1 000 m 7 cavité[s] \| classe II >= 500 m et < 1 000 m 3 cavités \| classe III >= 200 m et < 500 m 17 cavités \| classe IV >= 100 m et < 200 m 24 cavités \| \| |                                 |                                           |                                           |                                          |  |
| Le graphique qui aurait dû être présenté ici ne peut pas être affiché car il utilise l'ancienne extension Graph, désactivée pour des questions de sécurité. Des indications pour créer un nouveau graphique avec la nouvelle extension Chart sont disponibles ici . |                                 |                                           |                                           |                                          |  |
| Histogramme de la répartition des plus longues cavités naturelles des Alpes-de-Haute-Provence (France) par classe de développement -- Les 51 cavités citées fin 2022 sont réparties en 4 classes de développement -- |                                 |                                           |                                           |                                          |  |
| |                                 |                                           |                                           |                                          |  |
| | classe I >= 1 000 m 7 cavité[s] | classe II >= 500 m et < 1 000 m 3 cavités | classe III >= 200 m et < 500 m 17 cavités | classe IV >= 100 m et < 200 m 24 cavités |  |

## Cavités des Alpes-de-Haute-Provence (France) dont le développement est supérieur ou égal à 1 000 mètres
7 cavités sont recensées dans cette « classe I » au 31-12-2022.
| Réf. | Cavité (autres noms)         | Commune                          | Massif ou zone    | Coordonnées (WGS 84)        | Développe. (mètres) | Dénivel. (mètres) | Sources ou références                  | Mise à jour |
| ---- | ---------------------------- | -------------------------------- | ----------------- | --------------------------- | ------------------- | ----------------- | -------------------------------------- | ----------- |
| 1    | Grotte des Chamois           | Castellet-lès-Sausses & Méailles | Grand Coyer       | 44° 03′ 03″ N, 6° 41′ 56″ E | +013 900, m         | +0390, m          | Audra Philippe & Nobécourt Jean-Claude | 2016-08     |
| 2    | Grotte de la Lare            | Saint-Benoît                     | Rocher de la Lare | 43° 57′ 33″ N, 6° 44′ 01″ E | +002 080, m         | +0074, m          | Spelunca n°114                         | 2004-03     |
| 3    | Aven du Caladaïre            | Montsalier                       | Monts de Vaucluse | 44° 02′ 08″ N, 5° 36′ 09″ E | +001 850, m         | +0667, m          | Grottocenter                           | 2000-12     |
| 4    | Système de la Font Gaillarde | Thorame-Haute                    | Haut Verdon       | 44° 03′ 41″ N, 6° 34′ 34″ E | +001 600, m         | +0084, m          | Grottocenter                           | 2016-00     |
| 5    | Aven des Mûres               | Banon                            | Monts de Vaucluse | 44° 01′ 53″ N, 5° 39′ 31″ E | +001 120, m         | +0410, m          | Spelunca n°102                         | 2005-01     |
| 6    | Aven du Calavon              | Banon                            | Monts de Vaucluse | 43° 59′ 52″ N, 5° 38′ 36″ E | +001 100, m         | +0263, m          | Grottocenter                           | 2000-12     |
| 7    | Aven de Basset               | Simiane-la-Rotonde               | Monts de Vaucluse | 43° 59′ 08″ N, 5° 31′ 11″ E | +001 013, m         | +0133, m          | Report topo Demars 2016 & GSBM         | 2014-09     |

## Cavités des Alpes-de-Haute-Provence (France) dont le développement est compris entre 500 mètres et 999 mètres
3 cavités sont recensées dans cette « classe II » au 31-12-2022.
| Réf. | Cavité (autres noms)                     | Commune      | Massif ou zone    | Coordonnées (WGS 84)        | Développe. (mètres) | Dénivel. (mètres) | Sources ou références               | Mise à jour |
| ---- | ---------------------------------------- | ------------ | ----------------- | --------------------------- | ------------------- | ----------------- | ----------------------------------- | ----------- |
| 8    | Grottes des Raganéous et des Théoriciens | Saint-Benoît | Rocher de la Lare |                             | +000847, m          | +0054, m          | Report topo Audra 2014              | 2014-00     |
| 9    | Grotte du Cul de Bœuf                    | Méailles     | Grand Coyer       | 44° 03′ 12″ N, 6° 37′ 29″ E | +000650, m          | +0131, m          | Spéléométrie de la France           | 2000-12     |
| 10   | Perte de Lignin n°14                     | Colmars      | Grand Coyer       | 44° 06′ 24″ N, 6° 42′ 18″ E | +595, m             | +0161, m          | Fédération spéléologique européenne | 2022-12     |

## Cavités des Alpes-de-Haute-Provence (France) dont le développement est compris entre 200 mètres et 499 mètres
17 cavités sont recensées dans cette « classe III » au 31-12-2022.
| Réf. | Cavité (autres noms)              | Commune                  | Massif ou zone          | Coordonnées (WGS 84)        | Développe. (mètres) | Dénivel. (mètres) | Sources ou références     | Mise à jour |
| ---- | --------------------------------- | ------------------------ | ----------------------- | --------------------------- | ------------------- | ----------------- | ------------------------- | ----------- |
| 11   | Grotte Jean-Louis                 | Thorame-Haute            | Haut Verdon             | 44° 01′ 52″ N, 6° 33′ 09″ E | +000470, m          | +0034, m          | Spéléo Magazine no 119    | 2022-07     |
| 12   | Grotte de Pigette no 2            | Gréoux-les-Bains         | Basses gorges du Verdon | 43° 44′ 39″ N, 5° 52′ 30″ E | +000453, m          | +0051, m          | Spéléométrie de la France | 2000-12     |
| 13   | Source des Brieux                 | Redortiers               | Monts de Vaucluse       | 44° 03′ 45″ N, 5° 37′ 28″ E | +000385, m          | +0000, m          | Spéléométrie de la France | 2000-12     |
| 14   | Grotte du Trou-Madame             | Méailles                 | Grand Coyer             | 44° 01′ 59″ N, 6° 37′ 33″ E | +000350, m          | +0056, m          | Spéléométrie de la France | 2000-12     |
| 15   | Grottes de Saint-Sébastien        | Gréoux-les-Bains         | Basses gorges du Verdon | 43° 45′ 18″ N, 5° 52′ 56″ E | +000319, m          | +0008, m          | Spéléométrie de la France | 2000-12     |
| 16   | Grotte du Brec                    | Castellet-lès-Sausses    | Grand Coyer             | 44° 00′ 33″ N, 6° 43′ 49″ E | +000311, m          | +0027, m          | Spéléo Magazine no 106    | 2019-03     |
| 17   | Grotte du Château de Saint-Didier | Valernes                 | Vallée de la Durance    | 44° 13′ 51″ N, 5° 56′ 00″ E | +000304, m          | +0000, m          | Spéléométrie de la France | 2000-12     |
| 18   | Aven du Rousti                    | Simiane-la-Rotonde       | Monts de Vaucluse       | 43° 59′ 57″ N, 5° 32′ 17″ E | +000300, m          | +0063, m          | Grottocenter              | 2000-12     |
| 19   | Grotte de Pigette no 1            | Gréoux-les-Bains         | Basses gorges du Verdon | 43° 44′ 40″ N, 5° 52′ 31″ E | +000289, m          | +0036, m          | Report topo Bigot 2002    | 2002-11     |
| 20   | Grotte de la Kalams               | Castellet-lès-Sausses    | Grand Coyer             | 44° 01′ 09″ N, 6° 42′ 39″ E | +000263, m          | +0015, m          | Report topo Audra 2011    | 2011-00     |
| 21   | Aven des Cèdres                   | Saint-Étienne-les-Orgues | Monts de Vaucluse       | 44° 04′ 43″ N, 5° 48′ 23″ E | +000250, m          | +0178, m          | Spéléométrie de la France | 2000-12     |
| 22   | Aven de la Pépette                | Simiane-la-Rotonde       | Monts de Vaucluse       | 44° 00′ 15″ N, 5° 35′ 47″ E | +000250, m          | +0180, m          | Spelunca no 98            | 2004-01     |
| 23   | Aven des Quatre                   | Revest-des-Brousses      | Monts de Vaucluse       | 43° 59′ 27″ N, 5° 40′ 07″ E | +000250, m          | +0205, m          | Grottocenter              | 2000-12     |
| 24   | Trou Miette                       | Méailles                 | Grand Coyer             | 44° 01′ 17″ N, 6° 37′ 57″ E | +000250, m          | +0025, m          | Spéléométrie de la France | 2000-12     |
| 25   | Grotte-émergence de Saint-Maurin  | La Palud-sur-Verdon      | Plans du Verdon         | 43° 47′ 58″ N, 6° 15′ 52″ E | +000250, m          | +0042, m          | Spéléométrie de la France | 2000-12     |
| 26   | Grotte de Denjuan                 | Villars-Colmars          | Haut Verdon             | 44° 10′ 58″ N, 6° 34′ 13″ E | +000200, m          | +0026, m          | Spéléométrie de la France | 2000-12     |
| 27   | Aven des Grands-Ducs              | La Palud-sur-Verdon      | Plans du Verdon         | 43° 47′ 26″ N, 6° 16′ 58″ E | +000200, m          | +0149, m          | Spéléométrie de la France | 2000-12     |

## Cavités des Alpes-de-Haute-Provence (France) dont le développement est compris entre 100 mètres et 199 mètres
24 cavités sont recensées dans cette « classe IV » au 31-12-2022.
| Réf. | Cavité (autres noms)        | Commune             | Massif ou zone          | Coordonnées (WGS 84)        | Développe. (mètres) | Dénivel. (mètres) | Sources ou références                          | Mise à jour |
| ---- | --------------------------- | ------------------- | ----------------------- | --------------------------- | ------------------- | ----------------- | ---------------------------------------------- | ----------- |
| 28   | Grotte de Saint-Didier no 2 | Sisteron            | Vallée de la Durance    | 44° 13′ 48″ N, 5° 55′ 59″ E | +000196, m          | +0000, m          | Spéléométrie de la France                      | 2000-12     |
| 29   | Perte de l'Appu             | Sausses             | Grand Coyer             | 44° 00′ 44″ N, 6° 47′ 04″ E | +000192, m          | +0032, m          | Report topo Audra 2012                         | 2012-01     |
| 30   | Baume Galinière             | Simiane-la-Rotonde  | Monts de Vaucluse       | 43° 57′ 30″ N, 5° 34′ 49″ E | +000191, m          | +0011, m          | Spéléométrie de la France                      | 2000-12     |
| 31   | Source de la Salaou         | Castellane          | Préalpes de Castellane  | 43° 50′ 33″ N, 6° 29′ 42″ E | +000188, m          | +0008, m          | Report topo Audra 2020 & Spéléo Magazine n°111 | 2020-06     |
| 32   | Trou de Machatte            | Vergons             | Pic de Chamatte         |                             | +000186, m          | +0019, m          | Report topo Audra 2018                         | 2018-11     |
| 33   | Grotte du Radar             | Saint-Benoît        | Rocher de la Lare       |                             | +000182, m          | +0018, m          | Report topo Audra 2014                         | 2014-01     |
| 34   | Grotte de la Moria          | Saint-Benoît        | Rocher de la Lare       |                             | +000156, m          | +0024, m          | Report topo Audra 2012                         | 2012-01     |
| 35   | Aven du Scoubidou           | Banon               | Monts de Vaucluse       | 44° 02′ 31″ N, 5° 40′ 36″ E | +000130, m          | +0045, m          | Inventaire CDS04                               | 2000-12     |
| 36   | Aven des Trois Communes     | Senez               | Préalpes de Digne       | 43° 54′ 45″ N, 6° 28′ 05″ E | +000130, m          | +0032, m          | Inventaire CDS04                               | 2000-12     |
| 37   | Grotte de Fontanil          | Le Fugeret          | Grand Coyer             | 44° 00′ 36″ N, 6° 38′ 17″ E | +000130, m          | +0009, m          | Grottocenter                                   | 2000-12     |
| 38   | Grotte Saint-Vincent        | Le Castellard-Mélan | Monges                  | 44° 13′ 08″ N, 6° 07′ 34″ E | +000120, m          | +0037, m          | Spéléométrie de la France                      | 2000-12     |
| 39   | Source de la Cagole         | Thorame-Haute       | Grand Coyer             | 44° 04′ 13″ N, 6° 36′ 38″ E | +000120, m          | +0014, m          | Spéléométrie de la France                      | 2000-12     |
| 40   | Aven des Fontaines          | La Rochette         | Les Barres              | 43° 55′ 19″ N, 6° 51′ 38″ E | +000120, m          | +0043, m          | Grottocenter                                   | 2000-12     |
| 41   | Baume des Pierres           | Quinson             | Basses gorges du Verdon | 43° 41′ 45″ N, 5° 59′ 57″ E | +000117, m          | +0022, m          | Spéléométrie de la France                      | 2000-12     |
| 42   | Aven du Moulin de Giono     | Redortiers          | Monts de Vaucluse       | 44° 05′ 53″ N, 5° 36′ 49″ E | +000103, m          | +0038, m          | Inventaire CDS04                               | 2000-12     |
| 43   | Aven des Feuilles           | Banon               | Monts de Vaucluse       |                             | +000101, m          | +0101, m          | Info 2008 Pascal Béteille †                    | 2008-12     |
| 44   | Pertuis de Méailles         | Méailles            | Grand Coyer             | 44° 01′ 56″ N, 6° 37′ 45″ E | +000100, m          | +0019, m          | Inventaire CDS04                               | 2000-12     |
| 45   | Aven d'Arme Vieille         | Rougon              | Plans du Verdon         | 43° 45′ 55″ N, 6° 24′ 11″ E | +000100, m          | +0073, m          | Inventaire CDS04                               | 2000-12     |
| 46   | Aven des Agreniers          | Banon               | Monts de Vaucluse       | 44° 02′ 23″ N, 5° 40′ 44″ E | +000100, m          | +0035, m          | Inventaire CDS04                               | 2000-12     |
| 47   | Grotte Micheline            | Saint-Benoît        | Rocher de la Lare       | 43° 57′ 35″ N, 6° 43′ 55″ E | +000100, m          | +0006, m          | Inventaire CDS04                               | 2000-12     |
| 48   | Aven PAC                    | Noyers-sur-Jabron   | Monts de Vaucluse       | 44° 08′ 14″ N, 5° 50′ 04″ E | +000100, m          | +0076, m          | Spéléométrie de la France                      | 2000-12     |
| 49   | Aven de Coutin              | Banon               | Monts de Vaucluse       | 44° 01′ 45″ N, 5° 39′ 23″ E | +000100, m          | +0054, m          | Inventaire CDS04                               | 2000-12     |
| 50   | Abîme de Coutelle           | Lardiers            | Monts de Vaucluse       | 44° 02′ 48″ N, 5° 41′ 49″ E | +000100, m          | +0061, m          | Inventaire CDS04                               | 2000-12     |
| 51   | Le Trou                     | Thorame-Haute       | Grand Coyer             | 44° 06′ 53″ N, 6° 34′ 40″ E | +000100, m          | +0008, m          | Info Audra 2017 & Inventaire CDS04             | 2017-00     |